# Пашинг
Пашинг (нем. Pasching) — ярмарочная коммуна (нем. Marktgemeinde) в Австрии, в федеральной земле Верхняя Австрия.
Входит в состав округа Линц. Население составляет 7055 человек (на 1 ноября 2007 года). Занимает площадь 12,48 км². Официальный код — 41017.

## Политическая ситуация
Бургомистр коммуны — Петер Майр (СДПА) по результатам выборов 2003 года.
Совет представителей коммуны (нем. Gemeinderat) состоит из 31 места.
- СДПА занимает 14 мест.
- АНП занимает 7 мест.
- Зелёные занимают 1 места.
- АПС занимает 3 место.
- местный блок: 5 место.

## Спортивные события

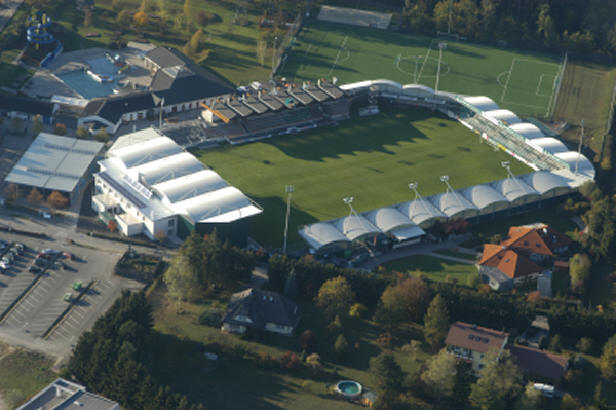
«Райффайзен Арена»

Футбольный клуб «Пашинг», выступавший на тот момент в третьем австрийском дивизионе, выиграл кубок Австрии сезона 2012/13. В финале соревнования «Пашинг» обыграл ФК «Аустрия» (Вена) из австрийской бундеслиги (первый дивизион) со счётом 1:0.
Базировавшийся в Пашинге футбольный клуб «Суперфунд» в двухтысячных годах трижды играл в Кубке УЕФА и доходил до финала Кубка Интертото.
На стадионе «Райффайзен Арена» (ранее носил названия «Вальдштадион» и «ТВГ Арена») домашние матчи проводят футбольные клубы «Юниорс» (Пашинг) и ЛАСК (Линц).